# Lubná (Svitavyi járás)
Lubná település Csehországban, a Svitavyi járásban. Lubná Oldřiš, Sebranice, Proseč, Horní Újezd, Poříčí u Litomyšle, Borová, Budislav, Polička és Široký Důl településekkel határos. Lakosainak száma 937 fő (2024. január 1.).

## Népesség
A település lakosságának változását az alábbi diagram mutatja:
| Lakosok száma | 1604 | 1493 | 1429 | 1064 | 949  | 977  | 976  | 958  | 941  | 937  |
|               | 1869 | 1890 | 1921 | 1950 | 1980 | 2001 | 2017 | 2019 | 2022 | 2024 |